# Jan Loeff

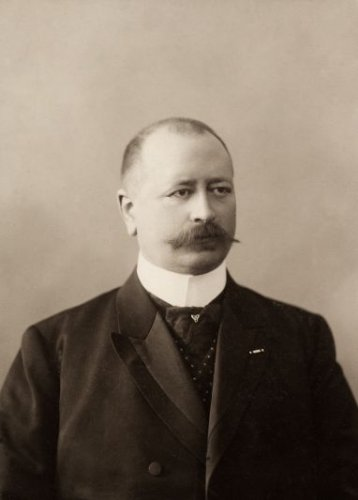
Jan Loeff, 1913

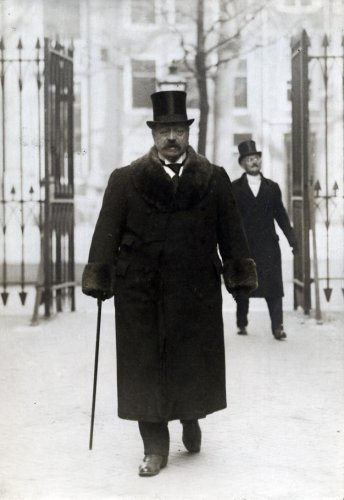
Jan Loeff (1917).

Aloysius Johannes Loeff, född 15 november 1858 i Baardwijk, Noord-Brabant, död 10 juli 1921 i Haag, var en nederländsk jurist och politiker.
Loeff, som var juris doktor, var ledamot av Generalstaternas andra kammare 1896–1901, justitieminister i Abraham Kuypers ministär 1901–05, åter ledamot av andra kammaren från 1905. Som ledamot av andra fredskonferensen 1907 utmärkte han sig särskilt i den kommission, som behandlade frågan om internationell prisdomstol. Våren 1909 utsågs han till en av de förtroendemän, som i händelse av drottningens frånfälle skulle utöva förmynderskap för den väntade tronarvingen. Mest bekant i Sverige är han som ordförande i den skiljedomstol, vilken hösten 1909 avgjorde tvisten mellan Sverige och Norge om viss del av sjögränsen (Grisbådarna).